# 2016年夏季奥林匹克运动会中国蹦床队
参加2016年夏季奥林匹克运动会的中国蹦床队一行共计11人，其中运动员4人，官员与工作人员7人；领队赵郁馨。蹦床属于体操项目， 蹦床为中国自2004年雅典奥运会以来的奥运参赛项目，本次比赛 中国获得全部2个项目各2席参赛资格。

## 人员构成
官员与工作人员（7人）：

领队：赵郁馨；
 
教练（4人）：胡星刚、蔡光亮、陈琪林、卓贤麟；
 
管理：李舸，医生：朱章标。
运动员（4人）：
 
男运动员：董栋 

女运动员： 何雯娜